# 68-я пехотная дивизия (Российская империя)
68-я пехотная дивизия — пехотное соединение в составе российской императорской армии.

## История дивизии
Сформирована в июле 1914 года из кадра 24-й пехотной дивизии. Вошла в состав 1-й армии Северо-Западного фронта. Составила гарнизон крепости Усть-Двинск. 12-13 сентября из-за несогласованности действий с другими частями армии 270-й Гатчинский полк был окружён и почти целиком попал в плен при попытке наступления под Тильзитом. В ночь с 13 на 14 марта 1915 года рота прапорщика Федуленко 269-го пехотного Новоржевского полка последней из русских частей покинула германскую территорию.
Соединение активно действовало в Прибалтике весной 1915 г. В апреле выходила из под удара группы О. Лауенштейна.
Дивизия — участница Наревской операции в июле 1915 г. Действовала в Виленской операции в августе - сентябре 1915 г.
В сентябре 1915 года вместе с 25-й пехотной дивизией вошла в состав 36-го армейского корпуса 2-й армии Западного фронта и участвовала во взятии Сморгони. 5-16 марта 1916 года участвовала в Нарочской операции, а осенью того же года убыла на Румынский фронт. В течение января-февраля 1918 года полки дивизии были расформированы.

На своё формирование 68-я пехотная дивизия получила только 10 дней: с 18 по 27 июля. Другие второочередные дивизии Петербургского военного округа получили больше времени, например 67-я пехотная 16 дней. Вызвано это было тем, что 68-я пехотная дивизия назначалась к походу в Пруссию. Другие же дивизии оставались на защите Петербурга.— C. Бирюк

Три дивизии Санкт-Петербургского округа — 67-я, 68-я и 74-я — оставлены были в 6-й армии на охрану Балтийского побережья… 68-я была первый год войны у Либавы и Мемеля на крайнем правом фланге нашего стратегического расположения, а затем дралась на Западном фронте и в Румынии, составив с 25-й XXXVI корпус.— А. А. Керсновский. История Русской армии
68-я артиллерийская бригада сформирована в июле 1914 года по мобилизации в Луге из кадра, выделенного 24-й артиллерийской бригадой.

## Состав дивизии
- 1-я бригада
  - 269-й Новоржевский пехотный полк
  - 270-й Гатчинский пехотный полк
- 2-я бригада
  - 271-й Красносельский пехотный полк
  - 272-й Гдовский пехотный полк
- 68-я артиллерийская бригада

## Командование дивизии

### Начальники дивизии
- 19.07.1914 — 15.04.1917 — генерал-майор (с 30.09.1914 генерал-лейтенант) Апухтин, Александр Николаевич
- 18.05.1917 — xx.xx.xxxx — командующий генерал-майор Бергау, Иван Августович

### Начальники штаба дивизии
- 21.10.1914 — 20.02.1915 — и. д. подполковник Гребенщиков, Сергей Яковлевич
- 20.02.1915 — 01.11.1915 — и. д. полковник Бороздин, Николай Александрович
- 01.11.1915 — 07.11.1915 — и. д. полковник Дашкевич-Горбацкий, Владислав Владиславович
- 20.04.1916 — 13.05.1916 — генерал-майор Надёжный, Дмитрий Николаевич
- 24.08.1916 — 27.11.1916 — и. д. подполковник Витковский, Константин Константинович
- 05.01.1917 — 15.02.1917 — и. д. подполковник Гершельман, Владимир Константинович
- 20.02.1917 — хх.хх.хххх — полковник (с 02.04.1917 генерал-майор) Ростковский, Георгий Николаевич

### Командиры бригады
- 29.07.1914 — 19.04.1915 — генерал-майор Мальм, Вильгельм Вильгельмович
- 19.04.1915 — 30.10.1915 — командующий генерал-лейтенант Гнида, Дмитрий Иванович
- 14.11.1915 — 1.05.1917 — генерал-майор Бергау, Иван Августович
- 22.05.1917 — 07.07.1917 — генерал-майор Пожарский, Иосиф Фомич
- 25.07.1917 — хх.хх.хххх — генерал-майор Веригин, Николай Алексеевич

### Командиры 68-й артиллерийской бригады
- 25.07.1914 — 19.04.1915 — командующий полковник фон Аккерман, Александр Фёдорович
- 24.06.1915 — 17.03.1917 — генерал-майор Симонов, Леонид Яковлевич
- 17.03.1917 — хх.хх.хххх — командующий полковник барон Майдель, Борис Николаевич

Известные служащие
- Юнкур, Яан